# Rieju
La Rieju è una casa motociclistica spagnola fondata a Figueres nel 1942.

## Storia

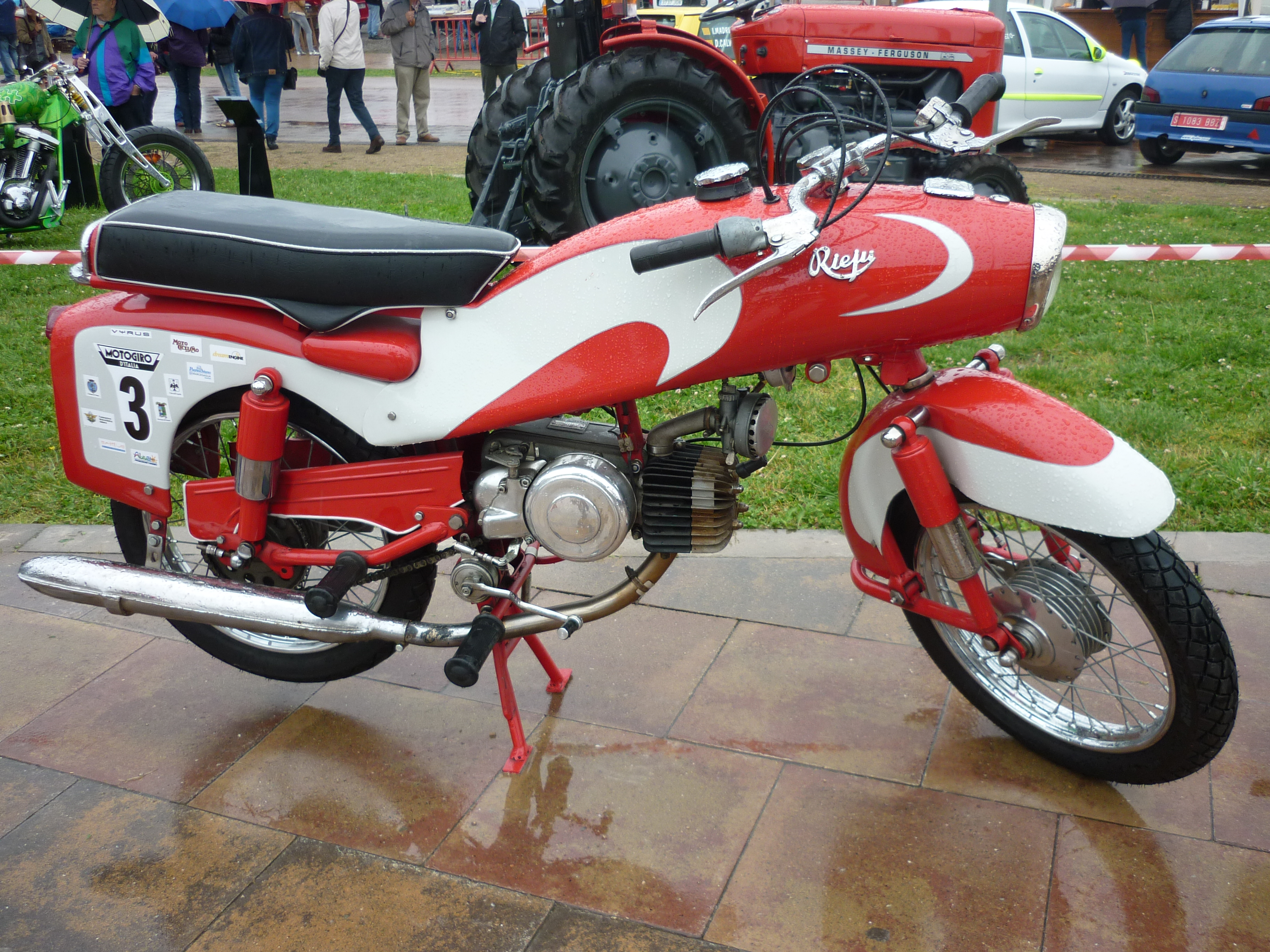
Rieju Thaon del 1958

Nel 1934 Luis Riera Carré e Jaime Juanola depositarono il marchio "Rieju", acronimo dei rispettivi cognomi, con l'intenzione di produrre accessori per biciclette. I piani aziendali furono però stravolti dalla guerra civile spagnola e lo stabilimento in fase di costruzione fu confiscato e destinato a parco per automezzi militari. Dopo la fine del conflitto e la restituzione dell'immobile, fu avviata la produzione e nel 1942 venne fondata la "Riera & Juanola R.L." che iniziò la fabbricazione anche di biciclette con i marchi "Emporium" e Marathon".
Nel 1945 fu stretto un accordo con la francese Serwa per la fornitura di motori ausiliari da 38 cm³ e la Rieju iniziò a produrre il primo bicimotore denominato "Autociclo" che nei successivi sette anni fu proposto, con motori da 50 cm³, in altre quattro versioni. Nel 1953 viene realizzato il primo motociclo, una motoleggera di stampo turistico, dotata di motore a 4 tempi AMC di 175 cm³, poi affiancata dalla versione sportiva. Nel 1955 la Rieju realizzò il prototipo di una microvettura con carrozzeria chiusa che non ebbe seguito produttivo.
Con qualche anno di ritardo rispetto al resto d'Europa, anche in Spagna ebbe inizio la stagione della motorizzazione di massa, con la costruzione su licenza della Seat 600 nel 1957, portando a un rapido declino della motocicletta come mezzo di trasporto. A cavallo tra gli anni cinquanta e sessanta la Rieju sforna interessanti modelli di motociclette, motoleggere e scooter a ruote alte, ispirati allo stile italiano e francese dell'epoca, dotati di meno costosi motori a due tempi, sempre AMC, non riuscendo però a contenere il calo di vendite in livelli produttivi sostenibili.
Nel 1960 la Rieju decise di correre ai ripari e dedicarsi ai ciclomotori sportivi, stringendo un accordo con la Minarelli per la produzione su licenza di motori a due tempi da 50 cm³. Il primo ciclomotore messo in vendita, il Rieju Jaca P3 del 1964, ebbe un grande successo e fu prodotto senza modifiche fino al 1970, riuscendo a risollevare le sorti dell'azienda. Nel successivo trentennio, con una costante crescita, divenne uno dei principali marchi ciclomotoristici del mercato spagnolo, rivolgendosi principalmente all'utenza giovane con modelli sportivi e da regolarità, sempre dotati di motori Minarelli.
Negli anni novanta si accordò con Malaguti per la costruzione su licenza di alcuni modelli dell'azienda emiliana (F10, F12, Crosser e RST). L'accordo cessò intorno alla metà del decennio successivo, quando la Casa spagnola iniziò a esportare i propri ciclomotori all'estero. Del 2007 è l'entrata in commercio della Marathon, modello da Enduro professionale con motore Yamaha WR 250/450 e telaio Gas Gas. Nel 2012 acquista le catene di montaggio dei modelli Phantom e Madison in seguito alla chiusura dello stabilimento Malaguti di Castel San Pietro. I due modelli saranno riproposti sul mercato dal marzo 2014 in una versione aggiornata, assemblati nello stabilimento catalano di Rieju e rimarchiati rispettivamente Rieju RS 50 e Rieju Cityline.

## Attività sportiva
La prima vittoria di Rieju in Endurance/Regolarità fu nella stagione 1979/1980 vincendo il campionato di Spagna nella categoria 80 cm³ grazie al pilota Jordi Piferrer Taulè con il modello Marathon.